# حارة ينور (صنعاء)

تعديل مصدري - تعديل

ينور هي إحدى حارات حي القابل بمدينة الروضة شمال العاصمة اليمنية "صنعاء"، بلغ تعداد سكانها 7097 نسمة حسب تعداد اليمن لعام 2004.